# Теуакан
Теуакан (на испански: Tehuacán) е град в щата Пуебла, Мексико. Теуакан е с население от 248 716 жители (по данни от 2010 г.). Първоначално индианско селище, а по-късно през 1660 г. получава статут на град в рамките на Нова Испания. Градът разполага с минерални извори от където се бутилира популярна марка мексиканска минерална вода.